# 札弦駅
札弦駅（さっつるえき）は、北海道斜里郡清里町札弦町にある、北海道旅客鉄道（JR北海道）の釧網本線の駅である。駅番号はB68。事務管理コードは▲111613。

## 歴史

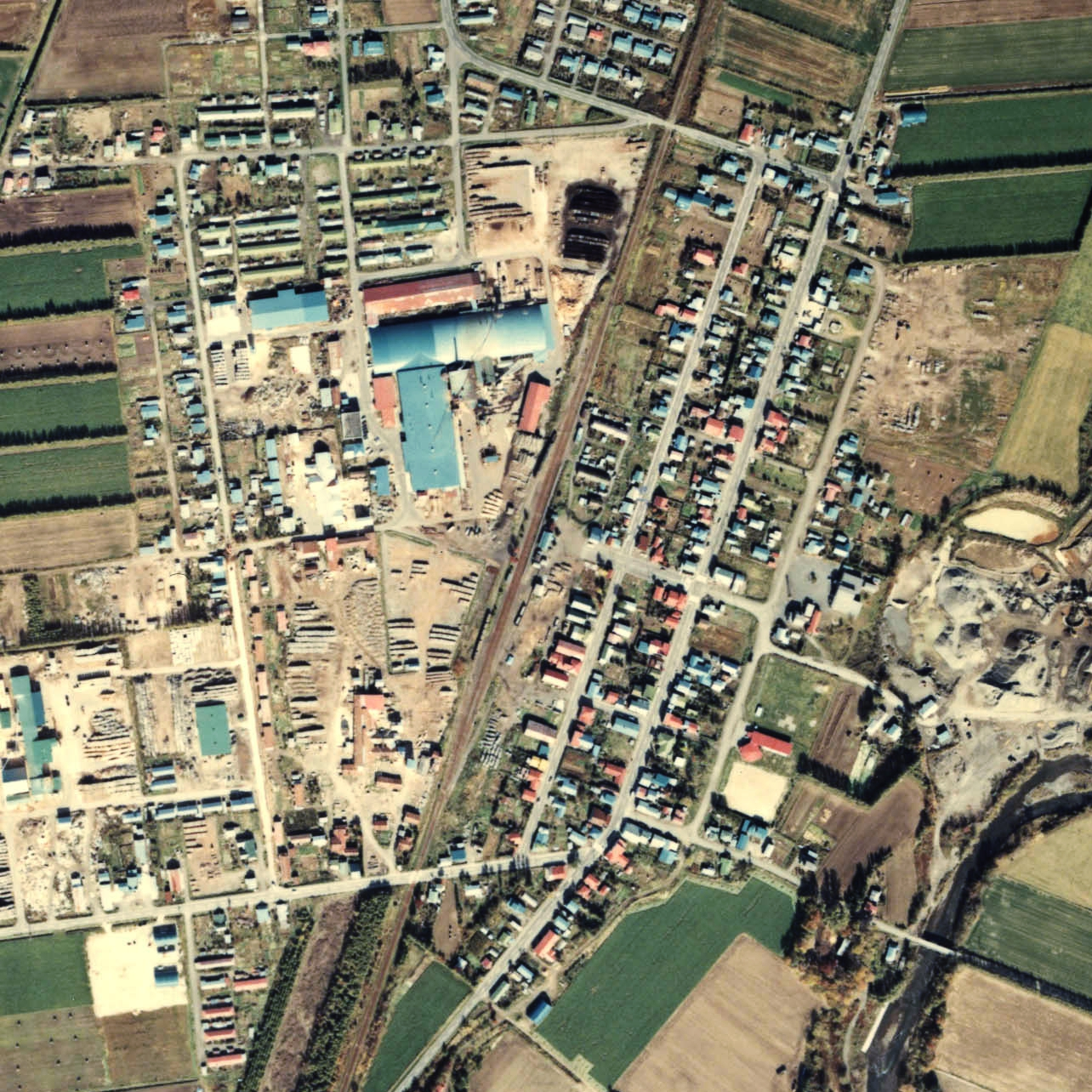
1977年の札弦駅と周囲約750m範囲。上が網走方面。若干ずれた形の相対式ホーム2面2線と駅裏側に副本線、駅舎横釧路側の貨物ホームへ引込み線、その南側のストックヤードへも引込み線を有している。駅裏はベニア工場の敷地。街の周囲は斜里川流域の畑作地帯。

- 1929年（昭和4年）11月14日：国有鉄道の札鶴駅として開業[3]。一般駅[1]。
- 1956年（昭和31年）4月10日：札弦駅に改称[3]。
- 1963年（昭和38年）1月15日：札弦ベニヤ工場専用線敷設[4][注釈 1]。
- 1982年（昭和57年）9月10日：貨物取扱い廃止[5]。
- 1984年（昭和59年）2月1日：荷物取扱い廃止[6]。
- 1986年（昭和61年）11月1日：駅員配置終了[7]。簡易委託化。
- 1987年（昭和62年）4月1日：国鉄分割民営化によりJR北海道に継承[1]。
- 1992年（平成4年）4月1日：簡易委託廃止、完全無人化。

### 駅名の由来
札鶴川のアイヌ語名である「サクル（sak-ru）」（夏・道）に由来する。
かつてはこの川に沿って山越えして標津へ至る交通路があったことによるものである。このほか永田方正が「サッル（sat-ru）」（乾いた・道）に由来するとする説を出しているが、これについて山田秀三は「読み違いであろう」としている。
駅名の表記は当初「札鶴」であったが、1955年（昭和30年）8月1日の上斜里村の町制施行・清里町改名に先立つ同年7月1日、町字の区域・名称の整理変更が行われて、当地の町字も札弦町となり、駅名も翌年改められた。

## 駅構造
単式ホーム1面1線の地上駅。旧下り本線が使われており、かつては上り本線（相対式ホーム）、副本線および貨物ホームを有していた。知床斜里駅管理の無人駅である。

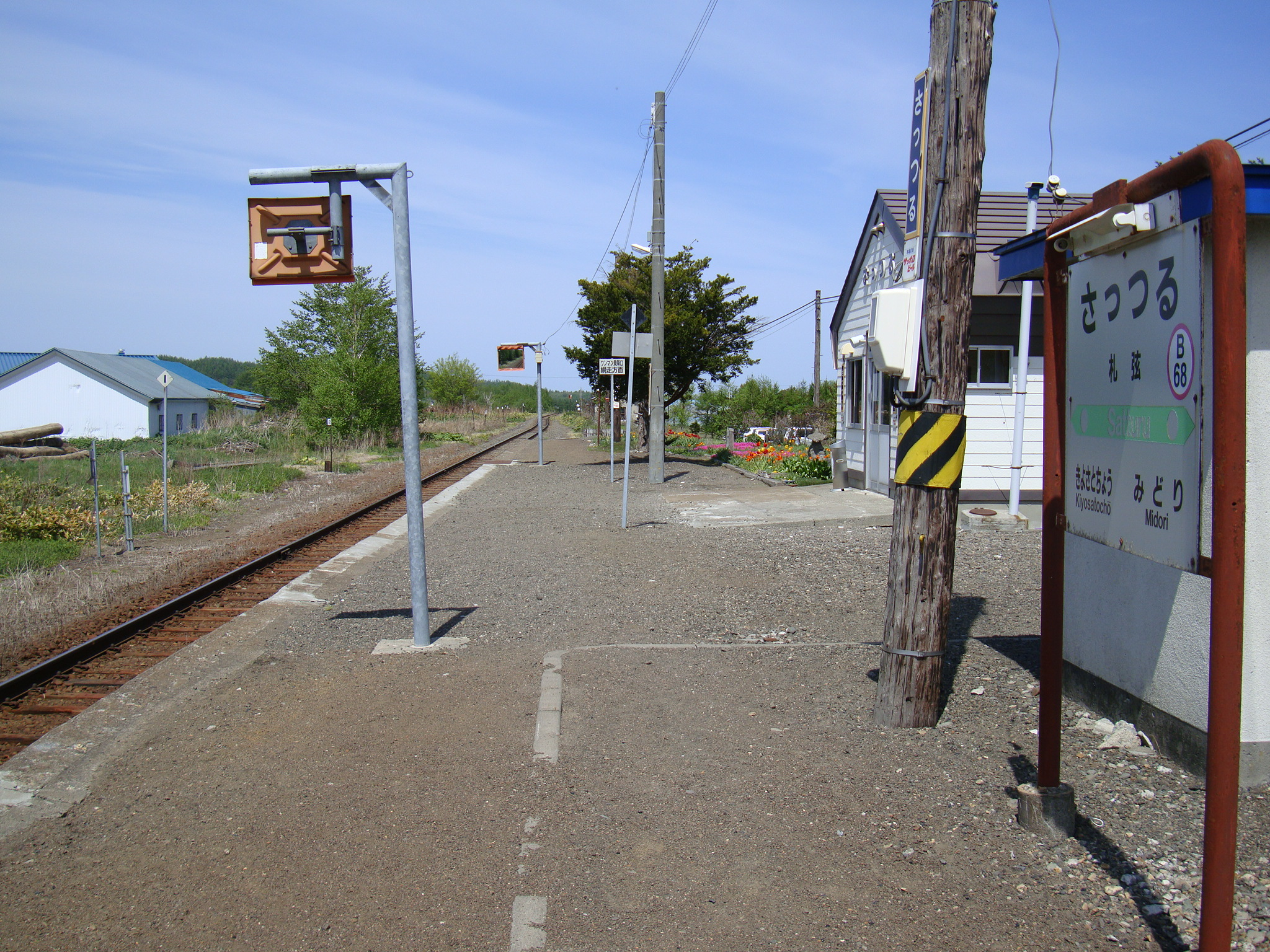
ホーム（2009年5月）
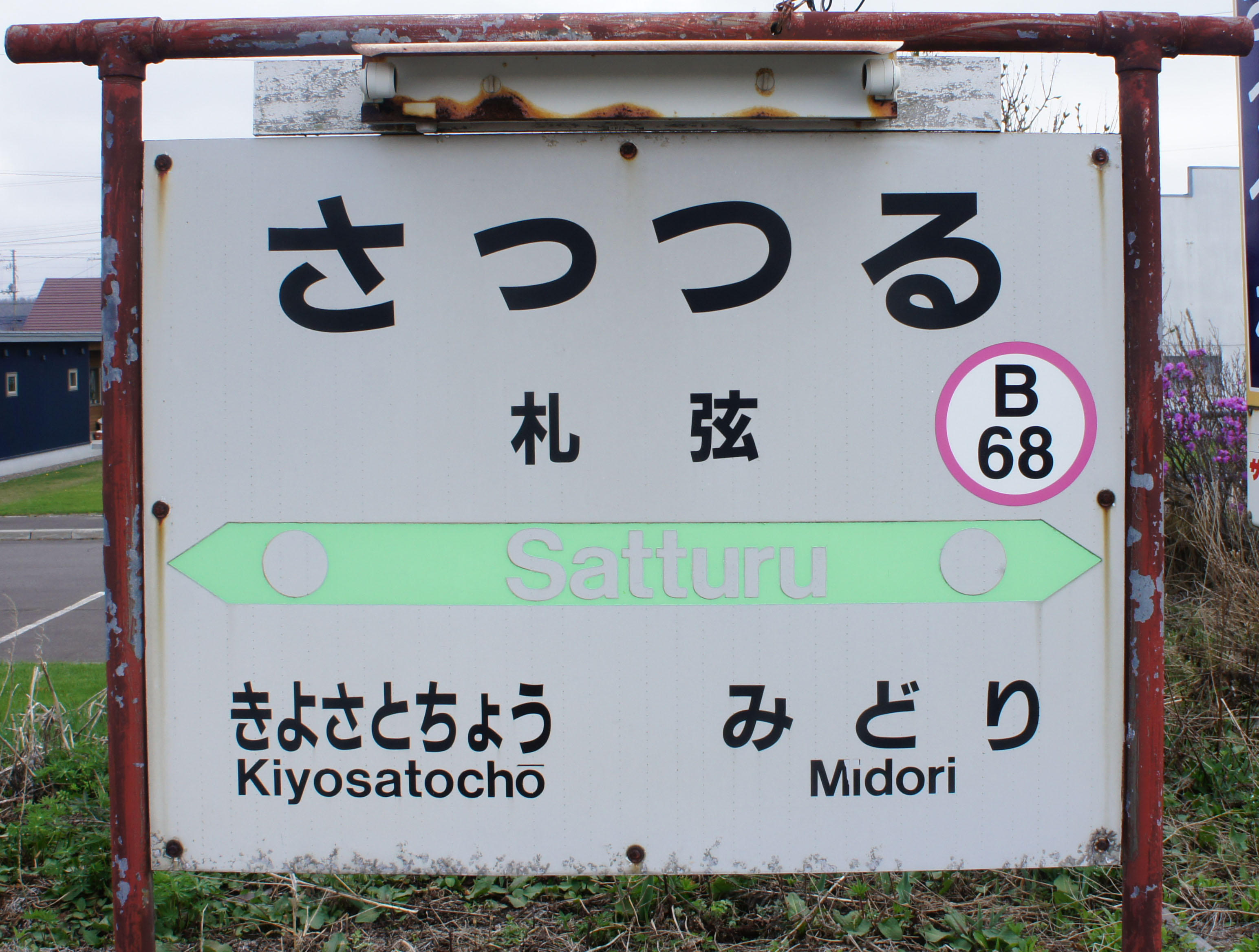
駅名標（2018年5月）

## 利用状況
乗車人員の推移は以下のとおり。年間の値のみ判明している年については、当該年度の日数で除した値を括弧書き1日平均欄に示す。なお「JR調査」については、当該の年度を最終年とする過去5年間の各調査日における平均である。
| 年度               | 乗車人員 | 乗車人員 | 乗車人員 | 出典       | 備考                |
| 年度               | 年間     | 1日平均  | JR調査   | 出典       | 備考                |
| ------------------ | -------- | -------- | -------- | ---------- | ------------------- |
| 1960年（昭和35年） | 99,228   | (271.9)  |          | [ 4 ]      |                     |
| 1965年（昭和40年） | 104,095  | (285.2)  |          | [ 4 ]      |                     |
| 1970年（昭和45年） | 58,815   | (161.1)  |          | [ 4 ]      |                     |
| 1975年（昭和50年） | 51,450   | (140.6)  |          | [ 4 ]      |                     |
| 1978年（昭和53年） |          | 138      |          | [ 13 ]     |                     |
| 2011年（平成23年） |          | (9)      |          | [ 14 ]     | 1日平均乗降人員18人 |
| 2012年（平成24年） |          | (8)      |          | [ 14 ]     | 1日平均乗降人員16人 |
| 2013年（平成25年） |          | (11)     |          | [ 14 ]     | 1日平均乗降人員22人 |
| 2014年（平成26年） |          | (9)      |          | [ 14 ]     | 1日平均乗降人員18人 |
| 2016年（平成28年） |          |          | 12.4     | [ JR北 1 ] |                     |
| 2017年（平成29年） |          |          | 10.6     | [ JR北 2 ] |                     |
| 2018年（平成30年） |          |          | 8.4      | [ JR北 3 ] |                     |
| 2019年（令和元年） |          |          | 6.8      | [ JR北 4 ] |                     |
| 2020年（令和02年） |          |          | 5.2      | [ JR北 5 ] |                     |
| 2021年（令和03年） |          |          | 4.4      | [ JR北 6 ] |                     |
| 2022年（令和04年） |          |          | 4.0      | [ JR北 7 ] |                     |
| 2023年（令和05年） |          |          | 4.6      | [ JR北 8 ] |                     |

## 駅周辺
札弦の集落が広がる。
- 北海道道805号札弦停車場水上線
- 北海道道1115号摩周湖斜里線
- 道の駅パパスランドさっつる
- 清里町札弦町支所
- 斜里警察署札弦駐在所
- 札弦郵便局
- 札鶴ベニヤ工場

## 隣の駅
北海道旅客鉄道（JR北海道）
■釧網本線
清里町駅 (B69) - 札弦駅 (B68) - 緑駅 (B67)